# Grote Prijs Raf Jonckheere 1995
De 45e editie van de Belgische wielerwedstrijd Grote Prijs Raf Jonckheere werd verreden op 24 juli 1995. De start en finish vonden plaats in Westrozebeke. De winnaar was Wim Omloop, gevolgd door Soren Petersen en Ludo Dierckxsens.

## Uitslag
| Grote Prijs Raf Jonckheere 1995 |                  |                                |        |
| Plaats                          | Naam             | Ploeg                          | Tijd   |
| Winnaar                         | Wim Omloop       | Collstrop-Lystex               | 3u 45' |
| 2                               | Søren Petersen   | Asfra Racing Team-Orlans-Blaze | 30"    |
| 3                               | Ludo Dierckxsens | Collstrop-Lystex               | z.t.   |

1951 · 1952 · 1953 · 1954 · 1955 · 1956 · 1957 · 1958 · 1959 · 1960 · 1961 · 1962 · 1963 · 1964 · 1965 · 1966 · 1967 · 1968 · 1969 · 1970 · 1971 · 1972 · 1973 · 1974 · 1975 · 1976 · 1977 · 1978 · 1979 · 1980 · 1981 · 1982 · 1983 · 1984 · 1985 · 1986 · 1987 · 1988 · 1989 · 1990 · 1991 · 1992 · 1993 · 1994 · 1995 · 1996 · 1997 · 1998 · 1999 · 2000 · 2001 · 2002 · 2003 · 2004 · 2005 · 2006 · 2007 · 2008 · 2009 · 2010 · 2011 · 2012 · 2013 · 2014 · 2015 · 2016 · 2017 · 2018 · 2019 · 2020 · 2021 · 2022